# Danh sách bàn thắng quốc tế của Lê Công Vinh

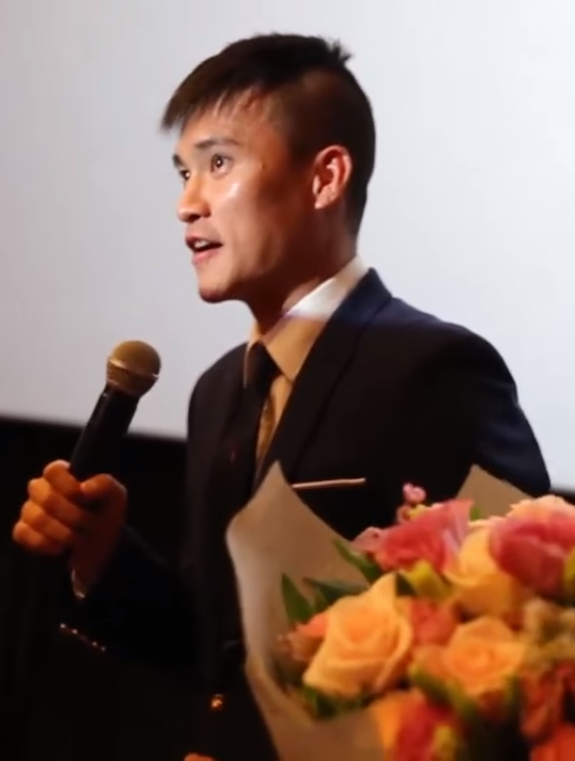
Lê Công Vinh tại một buổi họp báo diễn ra vào tháng 3 năm 2016

Lê Công Vinh là một cựu cầu thủ bóng đá chuyên nghiệp người Việt Nam, thi đấu cho đội tuyển bóng đá quốc gia Việt Nam ở vị trí tiền đạo. Anh ra sân lần đầu cho tuyển Việt Nam ở trận đấu với Hàn Quốc trong khuôn khổ vòng loại Giải vô địch bóng đá thế giới 2006 khu vực châu Á, diễn ra ngày 9 tháng 6 năm 2004. Bàn thắng quốc tế đầu tiên của anh được ghi trong trận gặp Myanmar ngày 20 tháng 8 tại giải bóng đá quốc tế LG Cup do báo Thể Thao Thành phố Hồ Chí Minh tổ chức năm 2004. Công Vinh tuyên bố giải nghệ vào ngày 8 tháng 12 năm 2016. Trong sự nghiệp, anh đã thi đấu tổng cộng 83 trận quốc tế và ghi 51 bàn, trở thành cầu thủ ra sân nhiều nhất và lập công nhiều nhất cho tuyển Việt Nam từ trước đến nay.
Công Vinh đã tham gia bốn kỳ vòng loại Giải vô địch bóng đá thế giới (World Cup) các năm 2006, 2010, 2014 và 2018; Cúp bóng đá châu Á (Asian Cup) năm 2007 và hai kỳ vòng loại của giải này năm 2011 và 2015; sáu kỳ Giải vô địch bóng đá Đông Nam Á (AFF Cup) các năm 2004, 2007, 2008, 2012, 2014 và 2016; cùng một số giải giao hữu quốc tế khác. Anh đều có bàn thắng ở các giải đấu lớn nói trên, ngoại trừ ở vòng loại World Cup 2006 và 2010; AFF Cup 2012; và vòng loại Asian Cup 2015. Trong trận gặp UAE tại vòng bảng Asian Cup 2007, Công Vinh ghi bàn ấn định tỉ số 2–0, góp phần đưa tuyển Việt Nam vào vòng tứ kết Cúp bóng đá châu Á lần đầu tiên trong lịch sử. Tại AFF Cup 2008, anh là người ghi bàn thắng quyết định vào lưới đội tuyển Thái Lan ở trận chung kết lượt về, giúp tuyển Việt Nam lần đầu tiên vô địch giải đấu.
Trong số 51 pha lập công của anh trong sự nghiệp, có 15 bàn được ghi tại các kỳ AFF Cup; 10 bàn ở vòng loại World Cup; một bàn ở Asian Cup 2007 và hai ở các kỳ vòng loại của giải này; 23 bàn còn lại là trong các trận giao hữu. Công Vinh đã lập bốn cú hat-trick cùng một lần ghi bốn bàn thắng trong một trận đấu quốc tế. Đối thủ phải nhận nhiều bàn thua nhất từ anh là đội tuyển Myanmar với tám bàn. Có 17 trên 51 bàn thắng của anh được ghi tại Sân vận động Quốc gia Mỹ Đình, nhiều hơn bất kỳ địa điểm thi đấu nào khác.

## Bàn thắng
Tính đến trận đấu diễn ra ngày 7 tháng 12 năm 2016.
Trong mục Tỷ số và Kết quả, số bàn thắng của Việt Nam đứng trước.
| ‡ | Bàn thắng được ghi nhờ phạt đền |
|   | Việt Nam thắng                  |
|   | Việt Nam thua                   |
|   | Kết quả hòa chung cuộc          |

| Số | Cap | Ngày              | Nơi diễn ra                                              | Đối thủ           | Tỷ số | Kết quả | Giải đấu                                       | Nguồn         |
| -- | --- | ----------------- | -------------------------------------------------------- | ----------------- | ----- | ------- | ---------------------------------------------- | ------------- |
| 1  | 2   | 20 tháng 8, 2004  | Sân vận động Thống Nhất, Thành phố Hồ Chí Minh, Việt Nam | Myanmar           | 1–0‡  | 5–0     | LG Cup 2004                                    | [ 3 ] [ 9 ]   |
| 2  | 2   | 20 tháng 8, 2004  | Sân vận động Thống Nhất, Thành phố Hồ Chí Minh, Việt Nam | Myanmar           | 5–0   | 5–0     | LG Cup 2004                                    | [ 3 ] [ 9 ]   |
| 3  | 3   | 24 tháng 8, 2004  | Sân vận động Thống Nhất, Thành phố Hồ Chí Minh, Việt Nam | Ấn Độ             | 1–0   | 2–1     | LG Cup 2004                                    | [ 10 ] [ 11 ] |
| 4  | 8   | 9 tháng 12, 2004  | Sân vận động Thống Nhất, Thành phố Hồ Chí Minh, Việt Nam | Campuchia         | 3–1   | 9–1     | Tiger Cup 2004                                 | [ 12 ] [ 13 ] |
| 5  | 8   | 9 tháng 12, 2004  | Sân vận động Thống Nhất, Thành phố Hồ Chí Minh, Việt Nam | Campuchia         | 8–1   | 9–1     | Tiger Cup 2004                                 | [ 12 ] [ 13 ] |
| 6  | 8   | 9 tháng 12, 2004  | Sân vận động Thống Nhất, Thành phố Hồ Chí Minh, Việt Nam | Campuchia         | 9–1   | 9–1     | Tiger Cup 2004                                 | [ 12 ] [ 13 ] |
| 7  | 10  | 15 tháng 12, 2004 | Sân vận động Quốc gia Mỹ Đình, Hà Nội, Việt Nam          | Lào               | 1–0   | 3–0     | Tiger Cup 2004                                 | [ 14 ] [ 15 ] |
| 8  | 12  | 26 tháng 12, 2006 | Sân vận động Suphachalasai, Bangkok, Thái Lan            | Kazakhstan        | 2–1   | 2–1     | King's Cup 2006                                | [ 16 ] [ 17 ] |
| 9  | 13  | 28 tháng 12, 2006 | Sân vận động Suphachalasai, Bangkok, Thái Lan            | Singapore         | 3–2   | 3–2     | King's Cup 2006                                | [ 18 ]        |
| 10 | 16  | 17 tháng 1, 2007  | Sân vận động Jalan Besar, Kallang, Singapore             | Lào               | 1–0   | 9–0     | AFF Cup 2007                                   | [ 19 ] [ 20 ] |
| 11 | 16  | 17 tháng 1, 2007  | Sân vận động Jalan Besar, Kallang, Singapore             | Lào               | 2–0   | 9–0     | AFF Cup 2007                                   | [ 19 ] [ 20 ] |
| 12 | 16  | 17 tháng 1, 2007  | Sân vận động Jalan Besar, Kallang, Singapore             | Lào               | 5–0   | 9–0     | AFF Cup 2007                                   | [ 19 ] [ 20 ] |
| 13 | 19  | 24 tháng 6, 2007  | Sân vận động Quốc gia Mỹ Đình, Hà Nội, Việt Nam          | Jamaica           | 1–0   | 3–0     | Giao hữu                                       | [ 21 ] [ 22 ] |
| 14 | 20  | 30 tháng 6, 2007  | Sân vận động Quốc gia Mỹ Đình, Hà Nội, Việt Nam          | Bahrain           | 1–1   | 5–3     | Giao hữu                                       | [ 23 ]        |
| 15 | 20  | 30 tháng 6, 2007  | Sân vận động Quốc gia Mỹ Đình, Hà Nội, Việt Nam          | Bahrain           | 2–1   | 5–3     | Giao hữu                                       | [ 23 ]        |
| 16 | 21  | 8 tháng 7, 2007   | Sân vận động Quốc gia Mỹ Đình, Hà Nội, Việt Nam          | UAE               | 2–0   | 2–0     | Asian Cup 2007                                 | [ 6 ] [ 24 ]  |
| 17 | 27  | 1 tháng 10, 2008  | Sân vận động Thống Nhất, Thành phố Hồ Chí Minh, Việt Nam | Myanmar           | 1–1   | 2–3     | Cúp bóng đá quốc tế Thành phố Hồ Chí Minh 2008 | [ 25 ] [ 26 ] |
| 18 | 27  | 1 tháng 10, 2008  | Sân vận động Thống Nhất, Thành phố Hồ Chí Minh, Việt Nam | Myanmar           | 2–3   | 2–3     | Cúp bóng đá quốc tế Thành phố Hồ Chí Minh 2008 | [ 25 ] [ 26 ] |
| 19 | 28  | 5 tháng 10, 2008  | Sân vận động Thống Nhất, Thành phố Hồ Chí Minh, Việt Nam | Turkmenistan      | 2–3   | 2–3     | Cúp bóng đá quốc tế Thành phố Hồ Chí Minh 2008 | [ 27 ] [ 28 ] |
| 20 | 32  | 26 tháng 11, 2008 | Sân vận động Jurong, Singapore                           | Singapore         | 1–1‡  | 2–2     | Giao hữu                                       | [ 29 ] [ 30 ] |
| 21 | 38  | 24 tháng 12, 2008 | Sân vận động Rajamangala, Bangkok, Thái Lan              | Thái Lan          | 2–0   | 2–1     | AFF Cup 2008                                   | [ 31 ] [ 32 ] |
| 22 | 39  | 28 tháng 12, 2008 | Sân vận động Quốc gia Mỹ Đình, Hà Nội, Việt Nam          | Thái Lan          | 1–1   | 1–1     | AFF Cup 2008                                   | [ 8 ] [ 33 ]  |
| 23 | 40  | 14 tháng 1, 2009  | Sân vận động Quốc gia Mỹ Đình, Hà Nội, Việt Nam          | Liban             | 2–0   | 3–1     | Vòng loại Asian Cup 2011                       | [ 34 ] [ 35 ] |
| 24 | 43  | 17 tháng 1, 2010  | Sân vận động Quốc gia Mỹ Đình, Hà Nội, Việt Nam          | Trung Quốc        | 1–2‡  | 1–2     | Vòng loại Asian Cup 2011                       | [ 36 ] [ 37 ] |
| 25 | 44  | 29 tháng 6, 2011  | Sân vận động Thống Nhất, Thành phố Hồ Chí Minh, Việt Nam | Ma Cao            | 1–0   | 6–0     | Vòng loại World Cup 2014                       | [ 38 ] [ 39 ] |
| 26 | 44  | 29 tháng 6, 2011  | Sân vận động Thống Nhất, Thành phố Hồ Chí Minh, Việt Nam | Ma Cao            | 2–0   | 6–0     | Vòng loại World Cup 2014                       | [ 38 ] [ 39 ] |
| 27 | 44  | 29 tháng 6, 2011  | Sân vận động Thống Nhất, Thành phố Hồ Chí Minh, Việt Nam | Ma Cao            | 3–0‡  | 6–0     | Vòng loại World Cup 2014                       | [ 38 ] [ 39 ] |
| 28 | 45  | 3 tháng 7, 2011   | Sân vận động Campo Desportivo, Ma Cao                    | Ma Cao            | 3–0   | 7–1     | Vòng loại World Cup 2014                       | [ 40 ] [ 41 ] |
| 29 | 45  | 3 tháng 7, 2011   | Sân vận động Campo Desportivo, Ma Cao                    | Ma Cao            | 4–0   | 7–1     | Vòng loại World Cup 2014                       | [ 40 ] [ 41 ] |
| 30 | 45  | 3 tháng 7, 2011   | Sân vận động Campo Desportivo, Ma Cao                    | Ma Cao            | 5–1   | 7–1     | Vòng loại World Cup 2014                       | [ 40 ] [ 41 ] |
| 31 | 45  | 3 tháng 7, 2011   | Sân vận động Campo Desportivo, Ma Cao                    | Ma Cao            | 6–1‡  | 7–1     | Vòng loại World Cup 2014                       | [ 40 ] [ 41 ] |
| 32 | 52  | 11 tháng 9, 2012  | Sân vận động Shah Alam, Shah Alam, Malaysia              | Malaysia          | 1–0   | 2–0     | Giao hữu                                       | [ 42 ]        |
| 33 | 57  | 2 tháng 7, 2014   | Sân vận động Gò Đậu, Bình Dương, Việt Nam                | Myanmar           | 3–0   | 6–0     | Giao hữu                                       | [ 43 ] [ 44 ] |
| 34 | 57  | 2 tháng 7, 2014   | Sân vận động Gò Đậu, Bình Dương, Việt Nam                | Myanmar           | 4–0   | 6–0     | Giao hữu                                       | [ 43 ] [ 44 ] |
| 35 | 57  | 2 tháng 7, 2014   | Sân vận động Gò Đậu, Bình Dương, Việt Nam                | Myanmar           | 5–0   | 6–0     | Giao hữu                                       | [ 43 ] [ 44 ] |
| 36 | 58  | 6 tháng 9, 2014   | Sân vận động Lạch Tray, Hải Phòng, Việt Nam              | Hồng Kông         | 3–1   | 3–1     | Giao hữu                                       | [ 45 ] [ 46 ] |
| 37 | 61  | 22 tháng 11, 2014 | Sân vận động Quốc gia Mỹ Đình, Hà Nội, Việt Nam          | Indonesia         | 2–1   | 2–2     | AFF Cup 2014                                   | [ 47 ] [ 48 ] |
| 38 | 62  | 25 tháng 11, 2014 | Sân vận động Quốc gia Mỹ Đình, Hà Nội, Việt Nam          | Lào               | 2–0   | 3–0     | AFF Cup 2014                                   | [ 49 ] [ 50 ] |
| 39 | 65  | 11 tháng 12, 2014 | Sân vận động Quốc gia Mỹ Đình, Hà Nội, Việt Nam          | Malaysia          | 1–2‡  | 2–4     | AFF Cup 2014                                   | [ 51 ] [ 52 ] |
| 40 | 65  | 11 tháng 12, 2014 | Sân vận động Quốc gia Mỹ Đình, Hà Nội, Việt Nam          | Malaysia          | 2–4   | 2–4     | AFF Cup 2014                                   | [ 51 ] [ 52 ] |
| 41 | 69  | 8 tháng 10, 2015  | Sân vận động Quốc gia Mỹ Đình, Hà Nội, Việt Nam          | Iraq              | 1–0   | 1–1     | Vòng loại World Cup 2018                       | [ 53 ]        |
| 42 | 71  | 24 tháng 3, 2016  | Sân vận động Quốc gia Mỹ Đình, Hà Nội, Việt Nam          | Đài Bắc Trung Hoa | 1–1   | 4–1     | Vòng loại World Cup 2018                       | [ 54 ]        |
| 43 | 71  | 24 tháng 3, 2016  | Sân vận động Quốc gia Mỹ Đình, Hà Nội, Việt Nam          | Đài Bắc Trung Hoa | 4–1   | 4–1     | Vòng loại World Cup 2018                       | [ 54 ]        |
| 44 | 73  | 31 tháng 5, 2016  | Sân vận động Quốc gia Mỹ Đình, Hà Nội, Việt Nam          | Syria             | 1–0   | 2–0     | Giao hữu                                       | [ 55 ]        |
| 45 | 74  | 3 tháng 6, 2016   | Sân vận động Thuwunna, Yangon, Myanmar                   | Hồng Kông         | 1–1   | 2–2     | AYA Bank Cup 2016                              | [ 56 ]        |
| 46 | 74  | 3 tháng 6, 2016   | Sân vận động Thuwunna, Yangon, Myanmar                   | Hồng Kông         | 2–1   | 2–2     | AYA Bank Cup 2016                              | [ 56 ]        |
| 47 | 75  | 6 tháng 6, 2016   | Sân vận động Thuwunna, Yangon, Myanmar                   | Singapore         | 1–0   | 3–0     | AYA Bank Cup 2016                              | [ 57 ] [ 58 ] |
| 48 | 76  | 6 tháng 10, 2016  | Sân vận động Thống Nhất, Thành phố Hồ Chí Minh, Việt Nam | CHDCND Triều Tiên | 2–1   | 5–2     | Giao hữu                                       | [ 59 ]        |
| 49 | 78  | 8 tháng 11, 2016  | Sân vận động Quốc gia Mỹ Đình, Hà Nội, Việt Nam          | Indonesia         | 1–1   | 3–2     | Giao hữu                                       | [ 60 ]        |
| 50 | 79  | 20 tháng 11, 2016 | Sân vận động Thuwunna, Yangon, Myanmar                   | Myanmar           | 2–1   | 2–1     | AFF Cup 2016                                   | [ 61 ] [ 62 ] |
| 51 | 81  | 26 tháng 11, 2016 | Sân vận động Wunna Theikdi, Naypyidaw, Myanmar           | Campuchia         | 1–0   | 2–1     | AFF Cup 2016                                   | [ 63 ] [ 64 ] |

## Hat-trick
| ‡ | Bàn thắng được ghi bằng phạt đền |

| Số | Ngày                | Sân đấu                                                  | Đối thủ   | Bàn thắng                 | Kết quả | Giải đấu                 | Nguồn         |
| -- | ------------------- | -------------------------------------------------------- | --------- | ------------------------- | ------- | ------------------------ | ------------- |
| 1  | 9 tháng 12 năm 2004 | Sân vận động Thống Nhất, Thành phố Hồ Chí Minh, Việt Nam | Campuchia | 3 – (58', 86', 90')       | 9–1     | Tiger Cup 2004           | [ 12 ] [ 13 ] |
| 2  | 17 tháng 1 năm 2007 | Sân vận động Jalan Besar, Kallang, Singapore             | Lào       | 3 – (1', 28', 57')        | 9–0     | AFF Cup 2007             | [ 19 ] [ 20 ] |
| 3  | 29 tháng 6 năm 2011 | Sân vận động Thống Nhất, Thành phố Hồ Chí Minh, Việt Nam | Ma Cao    | 3 – (19', 36', 42'‡)      | 6–0     | Vòng loại World Cup 2014 | [ 38 ] [ 39 ] |
| 4  | 3 tháng 7 năm 2011  | Sân vận động Campo Desportivo, Ma Cao                    | Ma Cao    | 4 – (29', 43', 75', 82'‡) | 7–1     | Vòng loại World Cup 2014 | [ 40 ] [ 41 ] |
| 5  | 2 tháng 7 năm 2014  | Sân vận động Gò Đậu, Bình Dương, Việt Nam                | Myanmar   | 3 – (20', 34', 52')       | 6–0     | Giao hữu                 | [ 43 ] [ 44 ] |

## Số liệu thống kê

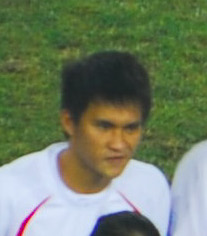
Công Vinh trước trận chung kết lượt về AFF Cup 2008. Anh từng được xem là chân sút hàng đầu của đội tuyển Việt Nam với 51 bàn sau 83 trận.

Tính đến trận đấu ngày 7 tháng 12 năm 2016.
| Năm       | Cap | Bàn thắng |
| --------- | --- | --------- |
| 2004      | 10  | 7         |
| 2005      | 0   | 0         |
| 2006      | 3   | 2         |
| 2007      | 13  | 7         |
| 2008      | 13  | 6         |
| 2009      | 3   | 1         |
| 2010      | 1   | 1         |
| 2011      | 5   | 7         |
| 2012      | 7   | 1         |
| 2013      | 1   | 0         |
| 2014      | 9   | 8         |
| 2015      | 5   | 1         |
| 2016      | 13  | 10        |
| Tổng cộng | 83  | 51        |

| Giải đấu                                                | Cap | Bàn thắng |
| ------------------------------------------------------- | --- | --------- |
| Giao hữu (tính cả các trận ở các giải giao hữu quốc tế) | 30  | 23        |
| Giải vô địch bóng đá Đông Nam Á                         | 28  | 15        |
| Cúp bóng đá châu Á                                      | 4   | 1         |
| Vòng loại Cúp bóng đá châu Á                            | 5   | 2         |
| Vòng loại World Cup                                     | 16  | 10        |
| Tổng cộng                                               | 83  | 51        |

| Đối thủ           | Bàn thắng |
| ----------------- | --------- |
| Myanmar           | 8         |
| Ma Cao            | 7         |
| Lào               | 5         |
| Campuchia         | 4         |
| Hồng Kông         | 3         |
| Malaysia          | 3         |
| Singapore         | 3         |
| Bahrain           | 2         |
| Đài Bắc Trung Hoa | 2         |
| Indonesia         | 2         |
| Thái Lan          | 2         |
| Ấn Độ             | 1         |
| Iraq              | 1         |
| Jamaica           | 1         |
| Kazakhstan        | 1         |
| Liban             | 1         |
| Syria             | 1         |
| CHDCND Triều Tiên | 1         |
| Trung Quốc        | 1         |
| Turkmenistan      | 1         |
| UAE               | 1         |
| Tổng cộng         | 51        |